# Heintje

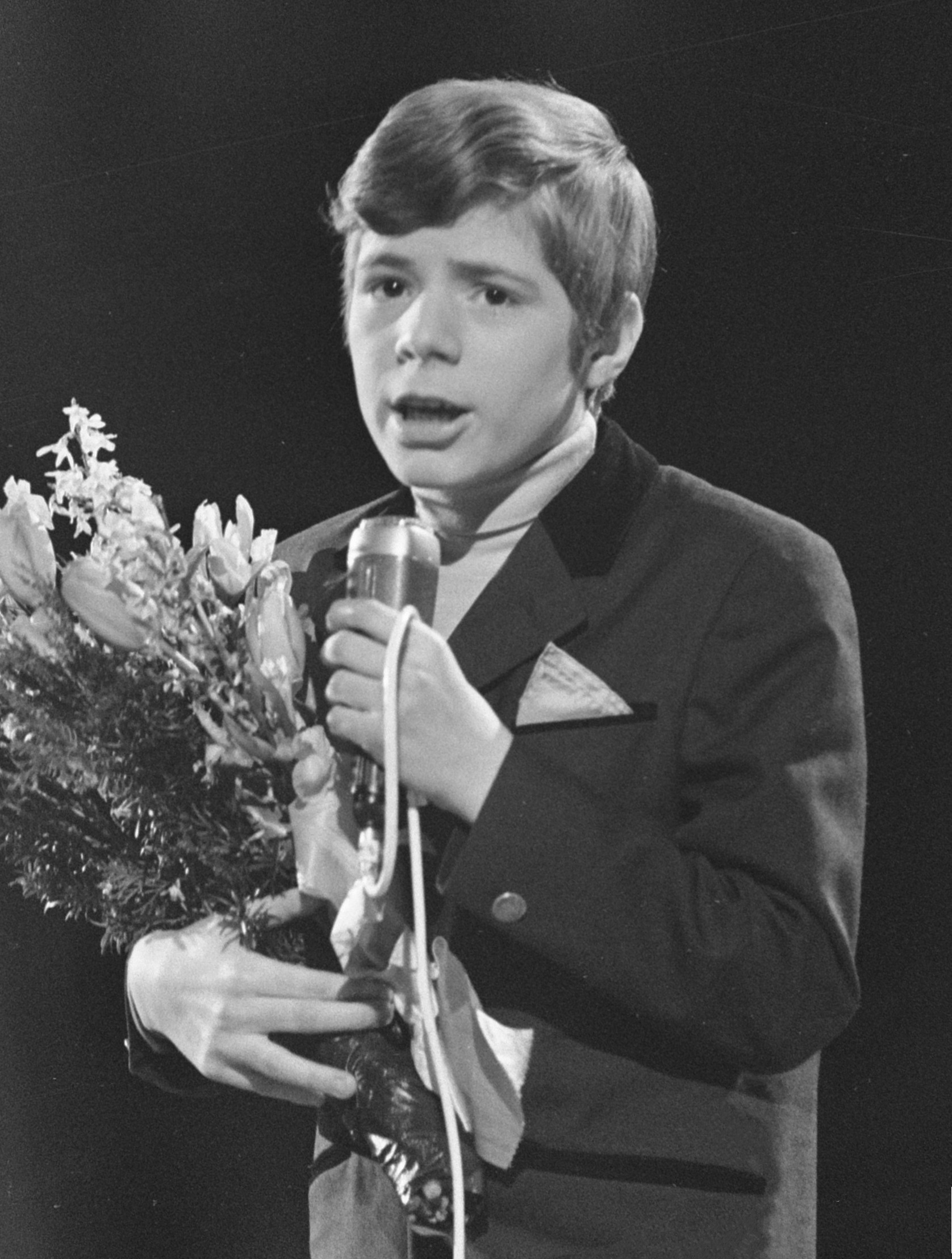
Heintje auf der Grand Gala du Disque Populaire (1970)

Hendrik Nikolaas Theodoor „Hein“ Simons (* 12. August 1955 in Heerlen) ist ein niederländischer Schlagersänger, der als Kinderstar unter dem Namen Heintje große Erfolge feierte. Er wurde in Deutschland durch seinen Hit Mama (1967 zum ersten Mal vorgetragen in der ZDF-Fernsehshow Der goldene Schuß) und als Darsteller in sechs Filmen von 1968 bis 1971 bekannt.

## Karriere
Der niederländische Musiker und Produzent Addy Kleijngeld war 1966 durch einen Tipp von Willy Alberti auf Heintje aufmerksam geworden. Nachdem dieser einen Talentwettbewerb in Schaesberg mit der niederländischen Version des Schlagertitels Mamma gewonnen hatte, wurde er von Kleijngeld unter Vertrag genommen. Kleijngeld betätigte sich fortan als Heintjes Manager und komponierte die meisten Titel des Sängers. Noch im selben Jahr nahm Heintje in Amsterdam seine erste Platte auf Niederländisch auf.
Große Bekanntheit im deutschsprachigen Raum erlangte er mit der erstmals im Oktober 1967 öffentlich vorgetragenen deutschen Version seines siegreichen Wettbewerbsbeitrags. Mama – so die nunmehr verwendete Schreibweise – hielt sich 25 Wochen lang in den Charts, erreichte Platz 2 der Charts und war 1968 die meistverkaufte Single in Deutschland. Mit den nachfolgenden Veröffentlichungen (darunter Du sollst nicht weinen, eine Neuinterpretation des 1949 von Ralph Maria Siegel komponierten Titels Das Lied der Taube) landete Heintje dreimal in Folge auf Platz eins der deutschen Hitparade, hinzu kamen weitere musikalische Erfolge wie Heidschi Bumbeidschi, Ich sing ein Lied für Dich und Schneeglöckchen im Februar. Innerhalb von rund vier Jahren wurde Heintje für seine Singles und Langspielplatten mit insgesamt 40 Goldenen Schallplatten, einer Platin-Schallplatte, zwei Goldenen Löwen von Radio Luxemburg, einem Bambi und zahlreichen weiteren Preisen ausgezeichnet. Sein deutscher Produzent war bis 1976 Ronny (Studio Nord Bremen). Texte und Kompositionen stammten zum Großteil von Hans Hee. Von Heintje wurden über 40 Millionen Tonträger verkauft. Drei LPs erschienen für den internationalen Markt (USA, Kanada, Australien) in englischer Sprache. Im Jahr 1968 wurde Heintje für den Film entdeckt. In Zum Teufel mit der Penne spielte er zunächst eine Nebenrolle, bevor er ab 1969 mehrere Filme mit eigens auf ihn zugeschriebenen Hauptrollen drehte.
Heintje konnte sich ab 1973 (Comeback nach dem Stimmwechsel, den er im Alter von sechzehneinhalb Jahren erreichte) nie ganz von seinem Image des Kinderstars lösen. Zwar erreichte er 1975 in Südafrika mit zwei in Afrikaans aufgenommenen LPs auch eine große Fangemeinde, in Europa jedoch blieb sein Erfolg bescheiden.
1979 sang Heintje in der TV-Show Zwischenmahlzeit ein Duett mit Andrea Jürgens, die als weibliches Pendant des Kinderstars galt.
Hein Simons versuchte mehrere Comebacks, zuerst unter dem Namen Heintje Simons, später als Hein Simons – wobei er sich Mitte der 1990er Jahre im Bereich der volkstümlichen Musik etablieren konnte. Er ist seither immer wieder als Gast in verschiedenen Musiksendungen des Fernsehens und veröffentlicht auch weiterhin neue Alben. Simons trat im Dezember 2017 zusammen mit Hansi Kraus sowie im Januar 2024 zusammen mit Anita Hegerland in der Quizshow „Wer weiß denn sowas?“ (Folgen 267 und 1088), moderiert von Kai Pflaume, auf.

## Privates
Heintje lebte den Großteil seiner Kindheit in einem Haus in der Wimmerstraat in Eygelshoven in den Niederlanden sowie bis in die 1980er Jahre mit seinen Eltern in Neu-Moresnet, einer Teilgemeinde von Kelmis.  
Von 1981 bis 2014 war er mit Doris Uhl verheiratet und hat zwei Söhne und eine Tochter (Pascal (1982), Gina (1989) und Hendrik (1992)).
Seit seiner Heirat lebt er auf dem Gutshof Burg Schimper in Moresnet, einer Teilgemeinde von Plombières in Belgien. Er führt einen Reiterhof.

## Filmografie
- 1968: Zum Teufel mit der Penne
- 1969: Heintje – Ein Herz geht auf Reisen
- 1969: Hurra, die Schule brennt
- 1970: Heintje – Einmal wird die Sonne wieder scheinen
- 1970: Heintje – Mein bester Freund
- 1971: Morgen fällt die Schule aus
- 1971: Glückspilze (Fernsehfilm, Regie: Thomas Engel)

## Diskografie
Studioalben

| Jahr | Titel                                                                         | Höchstplatzierung, Gesamtwochen/‑monate, AuszeichnungChartplatzierungen (Jahr, Titel, Platzierungen, Wochen/Monate, Auszeichnungen, Anmerkungen) | Höchstplatzierung, Gesamtwochen/‑monate, AuszeichnungChartplatzierungen (Jahr, Titel, Platzierungen, Wochen/Monate, Auszeichnungen, Anmerkungen) | Höchstplatzierung, Gesamtwochen/‑monate, AuszeichnungChartplatzierungen (Jahr, Titel, Platzierungen, Wochen/Monate, Auszeichnungen, Anmerkungen) | Höchstplatzierung, Gesamtwochen/‑monate, AuszeichnungChartplatzierungen (Jahr, Titel, Platzierungen, Wochen/Monate, Auszeichnungen, Anmerkungen) | Anmerkungen                                                |
| Jahr | Titel                                                                         | DE | AT | CH | NL | Anmerkungen                                                |
| ---- | ----------------------------------------------------------------------------- | --- | --- | --- | --- | ---------------------------------------------------------- |
| 1967 | Dit is Heintje                                                                | — | — | — | NL10 (3 Wo.)NL | Erstveröffentlichung: 1967                                 |
| 1968 | Heintje                                                                       | DE1 ×9Neunfachgold + Platin · (22 Mt.)DE | — | — | — | Erstveröffentlichung: Mai 1968 Verkäufe: + 3.600.000       |
| 1969 | Ich sing’ ein Lied für Dich auch bekannt als: Liebe Sonne, lach doch wieder   | DE1 ×2Doppelgold · (10 Mt.)DE | — | — | — | Erstveröffentlichung: November 1969 Verkäufe: + 500.000    |
| 1970 | Dein schönster Tag auch bekannt als: Ein Strauß voll bunter Blumen            | DE6 Gold · (7 Mt.)DE | — | — | — | Erstveröffentlichung: Juli 1970 Verkäufe: + 250.000        |
| 1970 | Herzlichst                                                                    | DE6 (10 Mt.)DE | — | — | — | Erstveröffentlichung: Dezember 1970                        |
| 1971 | Wenn wir alle Sonntagskinder wär’n                                            | DE37 (3 Mt.)DE | — | — | — | Erstveröffentlichung: Dezember 1971                        |
| 1973 | Ich denk’ an dich auch bekannt als: Ik denk aan jou (Niederländische Version) | — | — | — | — | Erstveröffentlichung: 1973 Verkäufe: + 280.000             |
| 1974 | Junger Mann mit 19                                                            | — | — | — | — | Erstveröffentlichung: 1974                                 |
| 1975 | Suid-Afrika, Jou Hart Is Weer Myne                                            | — | — | — | — | Erstveröffentlichung: 1975 VÖ: nur in Südafrika            |
| 1975 | Heintje sing van liefde en verlange                                           | — | — | — | — | Erstveröffentlichung: 1975                                 |
| 1978 | Ich habe Freunde                                                              | — | — | — | — | Erstveröffentlichung: 1978                                 |
| 1989 | Herzensmelodie                                                                | — | — | — | — | Erstveröffentlichung: 1989                                 |
| 1992 | Ich hab’ so lange gesucht nach dir                                            | — | — | — | — | Erstveröffentlichung: 1992                                 |
| 1994 | Die Heimat darfst du nie vergessen                                            | — | — | — | — | Erstveröffentlichung: 6. September 1994                    |
| 1996 | Mein zweites Leben                                                            | — | — | — | — | Erstveröffentlichung: 1996                                 |
| 1998 | Ich schenk’ dir meine Liebe                                                   | — | — | — | — | Erstveröffentlichung: 16. März 1998                        |
| 1999 | Noch einmal mit Gefühl                                                        | — | — | — | — | Erstveröffentlichung: 8. November 1999                     |
| 2001 | Heute und ein bisschen gestern                                                | — | — | — | — | Erstveröffentlichung: 28. März 2001                        |
| 2002 | Rück ein Stückchen näher                                                      | — | — | — | — | Erstveröffentlichung: 13. September 2002                   |
| 2003 | Von Herz zu Herz                                                              | — | — | — | — | Erstveröffentlichung: 15. Februar 2003                     |
| 2004 | Frauen sind was Wunderbares                                                   | — | — | — | — | Erstveröffentlichung: 5. April 2004                        |
| 2005 | Ich sag’ Danke                                                                | — | — | — | — | Erstveröffentlichung: 27. Juni 2005                        |
| 2006 | Männer sind einfach zu gut                                                    | — | — | — | — | Erstveröffentlichung: 17. November 2006                    |
| 2008 | Träum’ mit mir                                                                | — | — | — | — | Erstveröffentlichung: 22. Februar 2008                     |
| 2009 | Alles halb so schlimm                                                         | — | — | — | — | Erstveröffentlichung: 4. September 2009                    |
| 2011 | Leb deinen Traum                                                              | — | — | — | — | Erstveröffentlichung: 23. September 2011                   |
| 2014 | Thuis                                                                         | — | — | — | NL27 (13 Wo.)NL | Erstveröffentlichung: 19. September 2014                   |
| 2015 | Vertrau auf Dein Herz                                                         | — | — | — | — | Erstveröffentlichung: 4. September 2015                    |
| 2017 | Heintje und Ich                                                               | DE9 Gold · (54 Wo.)DE | AT29 (4 Wo.)AT | CH20 (22 Wo.)CH | — | Erstveröffentlichung: 1. Dezember 2017 Verkäufe: + 100.000 |
| 2019 | Lebenslieder                                                                  | DE5 (3 Wo.)DE | AT24 (1 Wo.)AT | CH8 (1 Wo.)CH | — | Erstveröffentlichung: 6. September 2019                    |
| 2022 | Neue Lieder                                                                   | DE16 (1 Wo.)DE | AT65 (1 Wo.)AT | CH46 (1 Wo.)CH | — | Erstveröffentlichung: 20. Mai 2022                         |

grau schraffiert: keine Chartdaten aus diesem Jahr verfügbar